# Février 1865

## Événements
- Expédition du Mexique : siège d'Oaxaca, dirigé par le maréchal Bazaine, et par lequel il obtient la reddition du chef mexicain Porfirio Diaz.
- L’Espagne renonce au décret de 1861 qui annexait le territoire de la République dominicaine à la couronne de Madrid. La guerre civile éclate.

- 18 février : les troupes de l'Union de Sherman occupent Charleston.

- 20 février : le chef des révolutionnaires uruguayens, le caudillo colorado Venancio Flores s’empare du pouvoir à Montevideo avec l’aide de l’Argentine, ce qui relance la guerre du Chaco. Il sera assassiné trois ans plus tard.

## Naissances
- 2 février : Jean-Joconde Stévenin, prêtre et autonomiste valdôtain.
- 4 février : Délia Tétreault, religieuse et missionnaire.
- 22 février : Otto Modersohn, peintre allemand († 10 mars 1943).

## Décès
- 2 février : André-Roch-François-Marie Gillet de Valbreuze (° 1776), homme politique français.
- 19 février : Francisco Bilbao, écrivain et homme politique chilien, à Buenos Aires(° 1823).